# Jade (Germania)
Jade è un comune di 5 854 abitanti della Bassa Sassonia, in Germania.
Appartiene al circondario (Landkreis) del Wesermarsch (targa BRA) e prende il nome dal fiume Jade.